# Raimond de Nîmes
Raimond de Nîmes est un médecin, prêtre et évêque de Marseille de la seconde moitié du XIIIe siècle.

## Biographie
Originaire de la ville de Nîmes d’où son nom, Raimond de Nîmes fut en 1262 prévôt du chapitre de la ville de Marseille. Il était lié d’amitié avec Guy Foucois (ou  Foulques) futur pape Clément IV qui le nomme en 1267 évêque de Marseille. Ses bulles sont du 23 décembre 1267.
Il n’approuva pas la décision de son prédécesseur Benoît d'Alignan au sujet de l’échange de la ville épiscopale ou ville haute de Marseille avec différents châteaux. Il estimait que l’église avait été lésée. L’examen de cette affaire fut confié par le pape au cardinal Richard. La procédure retint l’évêque à Viterbe (Italie) pendant toute l’année 1268, mais elle ne put aboutir car le pape décéda et son remplacement ne fut réalisé que trois mois après. Raimond de Nîmes retourna dans son diocèse de Marseille.
En 1274 il assista au second concile général de Lyon sous le pontificat de Grégoire X. Il eut à faire face au désordre qui régnait dans l’abbaye bénédictine féminine de Saint-Sauveur et fut obligé de déposer son abbesse en 1278. Il fut grandement aidé par son vicaire général, Rostan de Noves qui devint archevêque d’Aix-en-Provence en 1283.
Il se rend à Rome en 1286 pour obtenir du pape Honorius IV un coadjuteur en raison de sa vieillesse.
Il meurt le 15 juillet 1288.